# Essau Kanyenda
Esau Boxer Kanyenda (Dedza, Malaui, 27 de septiembre de 1982), futbolista malauis. Juega de delantero y su actual equipo es el FC Rotor de Volgogrado de la Primera División de Rusia.

## Selección nacional
Ha sido internacional con la Selección de fútbol de Malawi, ha jugado 38 partidos internacionales y ha anotado 8 goles.

## Clubes
| Club                   | País      | Año       |
| ---------------------- | --------- | --------- |
| FC Dawsco              | Malaui    | 1999-2001 |
| Jomo Cosmos            | Sudáfrica | 2001-2002 |
| FC Rostov              | Rusia     | 2003-2005 |
| Lokomotiv de Moscú     | Rusia     | 2005-2006 |
| FC Rostov              | Rusia     | 2006-2007 |
| FC KAMAZ               | Rusia     | 2008-2009 |
| FC Rotor de Volgogrado | Rusia     | 2010-     |

- Datos: Q2414709